# Селеуш (Загер, Муреш)
Селеуш (рум. Seleuș) — село у повіті Муреш в Румунії. Входить до складу комуни Загер.
Село розташоване на відстані 244 км на північний захід від Бухареста, 20 км на південь від Тиргу-Муреша, 88 км на південний схід від Клуж-Напоки, 111 км на північний захід від Брашова.

## Населення
За даними перепису населення 2002 року у селі проживали 244 особи.
Національний склад населення села:
| Національність | Кількість осіб | Відсоток |
| -------------- | -------------- | -------- |
| румуни         | 170            | 69,7%    |
| цигани         | 38             | 15,6%    |
| німці          | 17             | 7,0%     |
| угорці         | 16             | 6,6%     |

Рідною мовою назвали:
| Мова      | Кількість осіб | Відсоток |
| --------- | -------------- | -------- |
| румунська | 212            | 86,9%    |
| угорська  | 17             | 7,0%     |
| німецька  | 15             | 6,1%     |